# Desouk
Desouk je egyptské město v guvernorátu Kafr aš-Šajch. Leží na severu Egypta 80 kilometrů východně od Alexandrie. Na západě sousedí s guvernorátem Buhajra. Vzniklo již ve starověku, kdy bylo součástí města Bútó. V roce 2021 ve městě žilo 149 291 obyvatel. Ve městě se nachází mešita Ibrahim El Desouki. Leží v oblasti s aridním podnebím. 